# Miguel José Asurmendi Aramendía
Miguel José Asurmendi Aramendía (Pamplona, 4 de março de 1940 – Pamplona, 9 de agosto de 2016) foi um bispo católico romano.
Ordenado sacerdote em 1967, ele serviu como bispo da Diocese Católica Romana de Tarazona, Espanha de 1990 a 1995 e depois serviu como bispo da Diocese Católica Romana de Vitoria, de 1995 a 2016.